# Навчання мавп мови
Навчання мавп мови — навчання з використання шимпанзе, горилами і орангутанами мови жестів або жетонів.

## Передісторія
Здавна робилися спроби навчити мавп говорити, але всі вони закінчувалися невдачею. Лише в 1916 році Вільяму Ферніссу вдалося ціною великого терпіння навчити орангутана вимовляти і правильно вживати слова «тато» (англ. dad) і «чашка» (англ. cup). Фернісс зазначив, що мавпи, видаючи звичні для них звуки, не користуються язиком і губами, а вивчені орангутанами слова не вимагають точного управління рухами язика і губ.
Той факт, що у всіх інших відносинах шимпанзе сприйнятливі і швидко навчаються, сприяв ще більшому укоріненню думки, згідно з яким саме мова визначає найбільш суттєві відмінності між людиною та іншими тваринами.
У 1950-х роках було проведено широке порівняльне вивчення здібностей до вирішення різних логічних завдань у шимпанзе на прізвисько Вікі, з одного боку, і у декількох дітей, з іншого. Вікі продемонструвала, що за рівнем інтелектуального розвитку вона може успішно змагатися зі своїми однолітками-дітьми. Але Вікі насилу навчилася впевнено вимовляти чотири слова. Цю невдачу можна пояснити двома шляхами:
- Вікі володіла більшими лінгвістичними здібностями, ніж могло здатися, але їхньому прояву заважала невідповідна будова голосового апарату;
- Мозок Вікі не містив необхідних структур, як він, наприклад, не містив структур, що відповідають за математику: Вікі відчувала труднощі при розрізненні п'яти і шести предметів і т. ін.

Вихователь мавпи Кейт Хейз, вчені та громадськість схилилися до другого висновку.

## Жестикулюючі шимпанзе
Американські психологи Аллен і Беатриса Гарднер, дивлячись фільм про Вікі, звернули увагу на те що, кожне своє слово вона супроводжує виразним жестом, так, що її можна було зрозуміти, відключивши звук. У цей час почали надходити відомості, що для диких шимпанзе жести — важливий засіб комунікації. Це спонукало Гарднерів до висновку, що дослідити лінгвістичні здібності шимпанзе краще за допомогою жестів.
У 1966 році Гарднер придбали молоду самку шимпанзе по кличці Уошо з метою навчити її говорити американською мовою нечуючих — амсленом. Амслен був обраний тому, що є добре вивченою мовою, крім того, виникала можливість порівнювати розвиток шимпанзе і глухонімих дітей.
Уошо показували будь-який предмет або дію, а потім складали її пальці до відповідного жесту, викликаючи в її свідомості асоціативний зв'язок. Вже вивчивши вісім знаків, Уошо почала їх комбінувати. Ще на початку навчання вона продемонструвала розуміння знаків: вона розрізняла зображення на картинці не гірше самого предмета, відрізняла маленьке зображення дорослої людини від зображення дитини тощо. Уошо активно використовувала знаки для спілкування з людьми і досягненні своїх цілей. Через п'ять років вона знала вже 160 слів.
До 1972 року в Оклахомському інституті вивчення приматів вже з десяток шимпанзе були навчені амслену.
Експерименти показали, що шимпанзе, бонобо і горили володіють символічним мисленням і легко користуються принципом узагальнення, застосовуючи знайомі жести в нових ситуаціях. Людиноподібні мавпи здатні вживати слова в переносному сенсі, володіють метафорами. Вони можуть створювати нові поняття, комбінуючи відомі слова, наприклад: «туалет» — «брудний хороший», «запальничка» — «пляшка сірник».
Основний розвиток мови і інтелекту розмовляючих мавп відбувається як правило в перші роки життя — частіше всього мавпи доходять у розвитку мови до рівня дво-трирічної дитини. Виростаючи, вони багато в чому залишаються подібні дітям, по-дитячому реагують на життєві ситуації і віддають перевагу іграм перед всіма іншими способами проведення часу. Мавпи володіють також почуттям гумору.
Описаний випадок, коли навчена мові знаків самка бонобо сама навчила своє дитинча замість людини-експериментатора. У експерименті, проведеному Фондом дослідження великих людиноподібних мавп (США), знаменитого самця Канзі вдалося навчити розуміти на слух близько 3000 англійських слів і активно вживати більш ніж 500 слів за допомогою клавіатури з лексиграм (геометричними знаками). Це дозволяє говорити про бонобо як про найінтелектуальніший вид приматів, що, звісно, наближує його до людини.

## Критика
Практично з самого початку дослідів версія про здатність мавп до мови зустрічала серйозну критику. Зокрема, Г. Террейс показав, що мавпи довільно повторюють жести, нещодавно використані в промові «співрозмовника». З критикою гіпотези про мовні здібності мавп можна ознайомитися в працях лінгвістів і зоопсихологів, а також популярних письменників.